# Lastrup (Minnesota)
Lastrup és una població dels Estats Units a l'estat de Minnesota. Segons el cens del 2000 tenia 99 habitants.

## Demografia
Segons el cens del 2000, Lastrup tenia 99 habitants, 48 habitatges, i 26 famílies. La densitat de població era de 86,9 habitants per km².
Dels 48 habitatges en un 18,8% hi vivien nens de menys de 18 anys, en un 45,8% hi vivien parelles casades, en un 4,2% dones solteres, i en un 45,8% no eren unitats familiars. En el 43,8% dels habitatges hi vivien persones soles el 25% de les quals corresponia a persones de 65 anys o més que vivien soles. El nombre mitjà de persones vivint en cada habitatge era de 2,06 i el nombre mitjà de persones que vivien en cada família era de 2,88.
Per edats la població es repartia de la següent manera: un 17,2% tenia menys de 18 anys, un 9,1% entre 18 i 24, un 24,2% entre 25 i 44, un 28,3% de 45 a 60 i un 21,2% 65 anys o més.
L'edat mediana era de 44 anys. Per cada 100 dones de 18 o més anys hi havia 86,4 homes.
La renda mediana per habitatge era de 30.000 $ i la renda mediana per família de 51.250 $. Els homes tenien una renda mediana de 27.917 $ mentre que les dones 18.438 $. La renda per capita de la població era de 14.622 $. Entorn del 16,1% de les famílies i el 27,7% de la població estaven per davall del llindar de pobresa.

## Poblacions més properes
El següent diagrama mostra les poblacions més properes.